# Лангенбах бај Кирбург
Лангенбах бај Кирбург (њем. Langenbach bei Kirburg) општина је у њемачкој савезној држави Рајна-Палатинат. Једно је од 192 општинска средишта округа Вестервалд. Према процјени из 2010. у општини је живјело 1.011 становника. Посједује регионалну шифру (AGS) 7143253.

## Географски и демографски подаци
Лангенбах бај Кирбург се налази у савезној држави Рајна-Палатинат у округу Вестервалд. Општина се налази на надморској висини од 500 метара. Површина општине износи 5,5 km². У самом мјесту је, према процјени из 2010. године, живјело 1.011 становника. Просјечна густина становништва износи 183 становника/km².